# Conn-Bächli
Das Conn-Bächli ist der bekannteste Bewässerungskanal im Gebiet des Flimser Bergsturzes.

Gespeist durch eine Ableitung aus dem Flem unterhalb von Runca erreicht es nach circa sechs Kilometer Lauflänge die Wiese von Conn direkt am Abbruch zur Rheinschlucht Ruinaulta. Der bekannteste Teil ist die Passage am Abhang zum Caumasee, wo der Kanal dem Weg zum Caumasee folgt und unter der Station des Caumasee-Lifts hindurch führt. 

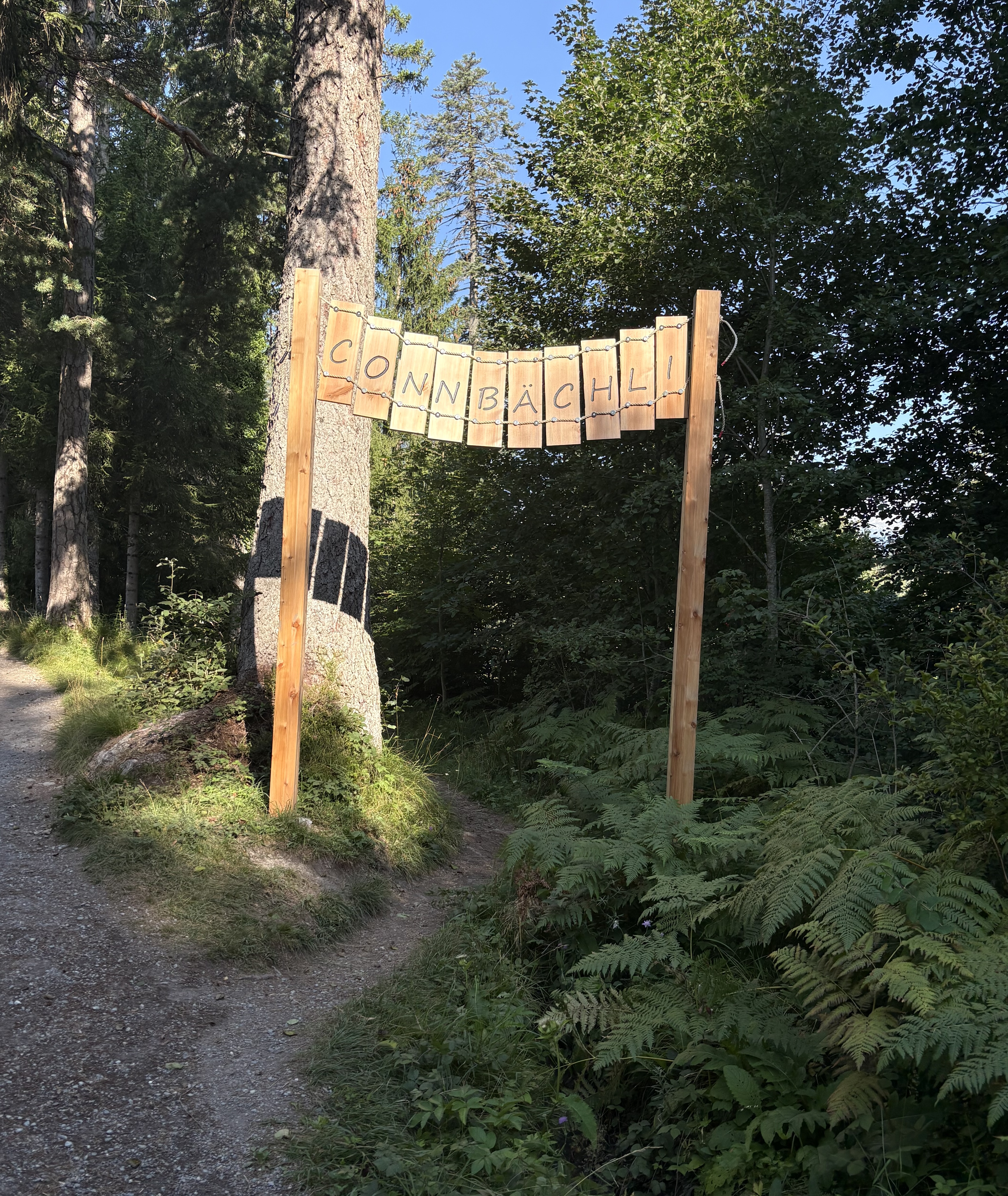
Zugang zum Bächli-Wanderweg

Weil im gesamten Gebiet der Trümmer des Flimser Bergsturzes kein Oberflächenwasser fliesst, wurden Bewässerungskanäle gebaut. Spuren dieser Kanäle können sowohl bei Sagogn im Gebiet Bregl gefunden werden sowie in Trin auf Pintrun. Auf dem Gebiet der Gemeinde Flims führen das Conn-Bächli sowie zwei weitere Bächli auf Runca und Foppa dauernd Wasser. Ein weiterer Kanal kann im Raum Runca Sut / Staderas verfolgt werden. Aus diesem Kanal wurde auch ein Abzweiger zum Prau-Pulté-See erstellt, welcher in wasserarmen Zeiten zur indirekten Anhebung des Pegels des Caumasees verwendet werden sollte.
Welche Schwierigkeiten sich mit den Kanälen ergaben, zeigte sich bei der Neuerstellung eines weiteren historischen Kanals von der Turnigla durch das Gebiet Belmont nach Fidaz: Der vom Zivilschutz in den 1980er-Jahren erstellte Kanal war nach wenigen Jahren aufgrund von Problemen bei der Wasserfassung und mangelndem Unterhalt unbrauchbar geworden.
Auch beim Conn-Bächli war in den letzten fünfzig Jahren immer wieder Sorglosigkeit festzustellen: Beim Neubau einer Waldstrasse im Bereich Uaul la Teua in den 1970er-Jahren wurde auf die Verlegung von Röhren für den Kanal verzichtet, und im Bereich unterhalb Runca wird der Kanal durch eine neuerbaute Downhill-Strecke verstellt.
Nachdem Jäger festgestellt hatten, dass im Gebiet Wasser- und somit Wildmangel herrscht, wurde auf ihre Initiative hin der Kanal wieder unterhalten und die fehlende Unterführung erstellt. Dadurch erreicht das Wasser die Wiese bei Conn, und Bauern nutzen es wieder für die Bewässerung.
Dem Conn-Bächli entlang führt ein Wanderweg, der speziell für Kinder gedacht ist. Er beginnt in Flims-Waldhaus beim Parkplatz Caumasee und endet in Conn. Er ist 3,2 km lang und kann etwa einer Stunde zurückgelegt werden.